# Rubțovsk
Rubțovsk (în rusă: Рубцовск) este un oraș din Regiunea Altai, Federația Rusă și are o populație de 163.063 locuitori.
1. ↑  OKTMO
2. ↑  , Wikipedia în rusă http://rubtsovsk.org/gorod Lipsește sau este vid: |title= (ajutor)
3. ↑  Federalnîi zakon ot 09.03.2016 № 57-FZ[*] Verificați valoarea |titlelink= (ajutor)